# 瓦连京·斯捷潘诺维奇·弗拉索夫
瓦连京·斯捷潘诺维奇·弗拉索夫（俄语：Валентин Степанович Власов，1946年8月20日—2020年7月5日），苏联及俄罗斯政治人物、外交官，前驻吉尔吉斯斯坦大使。

## 生平
1946年生于港口城市阿尔汉格尔斯克。1963年在红色锻工厂参加工作，后进入苏军服役。复员后在摩尔曼斯克航运公司工作。1974年开始担任团委书记。1976年，任阿尔汉格尔斯克缝纫联合公司党委书记。1978年毕业于阿尔汉格尔斯克国立师范学院历史和语言系函授班。1979年调至苏共阿尔汉格尔斯克市十月区委工作。1980年至1983年，任十月区人大常委会副主任。1985年毕业于列宁格勒高级党校，调至乌兹别克苏维埃社会主义共和国工作，任苏共馬爾吉蘭市委第二书记。1986年，任苏共库瓦萨伊市委第一书记。1988年后在烏茲別克共產黨中央委员会和費爾干納州党委任职。1990年调回阿尔汉格尔斯克工作，任苏共十月区委第一书记。苏联解体后的1993年至1994年担任市长，1994年毕业于全俄财经函授学院。1996年2月至3月担任阿尔汉格尔斯克州代理州长。
1996年，任俄罗斯联邦总统驻车臣共和国第一副全权代表。1997年升任全权代表。同年毕业于俄联邦总统国家行政学院法学专业。
1998年5月1日莫斯科时间中午12时，弗拉索夫在罗斯托夫至巴库的公路上被匪徒劫持，绑匪为车臣武装分子。经过漫长的谈判并支付赎金后，弗拉索夫在半年后的11月13日获释。
1999年7月至1999年9月，任卡拉恰伊-切爾克斯共和國代理首腦。1999年3月至2002年11月，任俄罗斯联邦中央选举委员会副主席。2002年至2006年，任俄罗斯驻马耳他大使。2006年至2012年，任驻吉尔吉斯斯坦大使。
2020年7月5日在莫斯科逝世。